# Rings of Saturn
Rings of Saturn es una banda estadounidense de metal formada en el Área de la bahía de San Francisco, California en 2009. 
Fue originalmente formada como un proyecto de estudio, sin embargo, después de obtener una amplia popularidad y la firma de Unique Leader Records, la banda se formó una línea completa y se convirtió en una banda de gira a tiempo completo. 
Rings of Saturn cuenta con un estilo muy técnico, muy influida por temas de la vida extraterrestre y el espacio exterior. Publicaron cuatro álbumes de larga duración, con su tercer álbum, Lugal Ki En, lanzado en 2014 alcanzó el puesto 126 en la lista estadounidense Billboard 200.

## Historia
Rings of Saturn se formó en 2009 en la escuela secundaria como un proyecto de estudio de grabación con Lucas Mann en las guitarras, bajo y teclados, Peter Pawlak en la voz, y Brent Silletto en la batería. La banda publicó una canción llamada "Abducted" que después se escuchó en línea, y ha aumentado su popularidad rápidamente. La banda grabó su álbum debut, Embryonic Anomaly, con Bob Swanson en Mayhemnness Studios en Sacramento, California. El álbum fue auto-editado por la banda el 25 de mayo de 2010. Cuatro meses después de sacar el disco, la banda firmó con Unique Leader Records. en los meses siguientes a la firma de la banda, Joel Omans se añadió como segundo guitarrista y la banda se graduó de la escuela secundaria lo que motivó a embarcarse en excursiones. Salió a la venta la regrabación de Embryonic Anomaly través de Unique Leader en 1 de marzo de 2011 y sería lanzado más tarde sus dos siguientes álbumes también a través de la disquera. En diciembre de 2011, Brent Silletto y Peter Pawlak dejaron la banda en sus propias decisiones, sobre todo para buscar un estilo de vida diferente.
Rings of Saturn que en este momento sólo incluyó Lucas Mann y Joel Omans, con diversos miembros de gira antes de formar una alineación que añade Ian Bearer, Sean Martínez e Ian Baker, en la voz, bajo y batería respectivamente. Esta formación grabó su segundo disco, Dingir, con el mismo productor del Embryonic Anomaly. El álbum fue originalmente programado para ser lanzado el 20 de noviembre de 2012, pero debido a problemas legales, el lanzamiento del álbum se retrasó hasta el 5 de febrero de 2013. En respuesta a la presión legal y una versión de preproducción del álbum fugas en el Internet, el cantante, Ian Baker, subió el álbum terminado en su canal de YouTube y acondicionar todo el álbum para su descarga a través de Total Deathcore. Ian Baker y Sean Martínez dejaron la banda poco después del lanzamiento oficial de Dingir, la banda más tarde tomó parte en el verano de 2013 Massacre Tour de la adición de Jesse Beahler de baterista hasta el final de la gira.
La banda entró en la grabación de su 3.er álbum de estudio en Pittsburgh, Pensilvania, que tiene Aaron Kitcher de Infant Annihilator y Black Tongue rellenar todos los arreglos de batería como invitado especial en el álbum. Aaron Stechauner más tarde se unió como miembro de tiempo completo para la batería después de que el álbum fue terminado. El 1 de julio de 2014, la banda lanzó el arte de la cubierta y la lista de canciones para su nuevo álbum Lugal Ki En que fue lanzado el 14 de octubre de 2014. También lanzaron su primer video musical de "Senlesess Masacre", dirigida por Alex T Reinhard. La banda se va de gira por los Estados Unidos, Canadá, y por primera vez poco después en México, pero no hay nuevas canciones que fueron tocadas del álbum recién publicado. El 9 de diciembre de 2014, Joel Omans anunció su salida de la banda, indicando en su Facebook personal que se fue porque Lucas Mann se convirtió en "un músico tramposo" y "obstaculizó a la banda de tocar nuevas canciones de Lugal Ki En" durante su visita lanzamiento del álbum. Dos semanas después, el 26 de diciembre, Miles Dimitri Baker fue anunciado como el nuevo segundo guitarrista.
El 2 de abril de 2015, Rings of Saturn publicó una video que muestra a Lucas Mann y Miles Dimitri Baker, interpretando la canción "Godless Times" del álbum Lugal Ki En, en respuesta a peticiones. Tres meses más tarde, el 28 de agosto, la banda lanzó una pista regrabada del sencillo "Seized and Devoured 2.0", de su primer disco Embryonic Anomaly con la voz de Ian. Poco después, la banda comenzó una gira en Norteamérica, con una lista que consistía principalmente en canciones de Lugal Ki En que serían tocadas por primera vez en vivo.  Más tarde ese año, el 25 de diciembre, la banda lanzó una colaboración titulada "Souls Of This Mortality", con su propio proyecto de banda lateral "Interloper" [14]. Entonces comenzaron su primera gira en Europa a principios de 2016, seguido de una gira por Norteamérica con Thy Art Is Murder. 
El 17 de mayo de 2016, la banda anunció que firmaron con Nuclear Blast Records y que van a lanzar un nuevo álbum a comienzos del año siguiente.

## Estilo musical
Rings of Saturn toca un subgénero de metal extremo conocido como deathcore, que fusiona elementos del metalcore, death metal y hardcore. El estilo de deathcore que la banda toca está influenciado por el death metal técnico, se caracteriza por ritmos muy rápidos y técnicos de sweep-picking con un efecto añadido de armonía rápida, elementos ambientales, y letras que involucran invasiones del espacio y la vida extraterrestre. La banda se auto clasificó en broma como "Aliencore".

## Discografía
Álbumes de estudio
- Embryonic Anomaly (2010)
- Dingir (2012)
- Lugal Ki En (2014)
- Ultu Ulla (2017)
- Gidim (2019)
- Embryonic Anomaly Remake (2021)

- Datos: Q7334974